# Jizz in My Pants
Jizz in My Pants è un singolo del gruppo comedy rap Lonely Island, tratto dall'album di debutto Incredibad.
È stato l'ottavo video più visto su YouTube fino al 1º maggio 2011.

## Video
Il videoclip mostra come primo episodio Samberg in uno strip club, insieme a Molly Sims, la quale lo porta nel suo appartamento, ma appena si appoggiano al muro per baciarsi lui eiacula nei propri pantaloni (da qui il titolo jizz). Il secondo sketch vede Taccone in un mini-market venire prematuramente quando la cassiera (Jamie-Lynn Sigler) gli chiede se vuol pagare con la carta o in contanti.
Nel video compare anche Justin Timberlake, nei panni di un addetto alle pulizie del mini-market.